# Ralf Simon
Ralf Simon (* 29. Juni 1961 in Hannover) ist ein deutscher Literaturwissenschaftler und Professor für Germanistik an der Universität Basel.

## Leben
Simon studierte Germanistik und Philosophie an der Rheinischen Friedrich-Wilhelms-Universität Bonn. Nach der Promotion im Jahre 1989 war er Wissenschaftlicher Assistent am Germanistischen Seminar der Universität Bonn (Lehrstuhl von Kurt Wölfel) bis zur Habilitation, die 1996 erfolgte. Ab 1997 war Simon Stipendiat im Heisenberg-Programm der Deutschen Forschungsgemeinschaft. 1999 nahm er eine Vertretungsprofessur an der Universität Karlsruhe wahr. Im Jahr 2000 folgte er einem Ruf auf ein Ordinariat für Neuere deutsche Literaturwissenschaft (Nachfolge Karl Pestalozzi) an das Deutsche Seminar der Universität Basel. 2005–2009 war Simon Direktoriumsmitglied und Modulleiter im Nationalen Forschungsschwerpunkt „Bildkritik“ (Leitung: Gottfried Boehm) an der Universität Basel. Er war Präsident der Internationalen Herder-Gesellschaft (2011/12) und ist (Mit-)Herausgeber des Jahrbuches der Jean-Paul-Gesellschaft. Von 2017 bis 2021 leitete er das SNF-Projekt „Theorie der Prosa“.

## Arbeitsschwerpunkte
Die Forschungsgebiete Simons liegen v. a. in der deutschsprachigen Literatur des 18. und 19. Jahrhunderts sowie in der Literaturtheorie. Zu seinen literaturhistorischen Arbeitsschwerpunkten gehören die Epochen der Aufklärung und der Weimarer Klassik (Lessing, Jean Paul, Goethe, Moritz, Schiller, Wieland, Herder und Hölderlin), der Romantik (Brentano, Achim von Arnim, Eichendorff, Tieck, Heine) sowie des Realismus (Raabe, C.F. Meyer, Stifter), in der Moderne u. a. die Autoren Brecht, George, Rilke und Arno Schmidt. Zunehmend setzt sich Simon auch mit Gegenwartsliteratur auseinander, aktuell mit den Werken von Michael Lentz und Oswald Egger. In literaturtheoretischer Perspektive hat sich Simon in besonderer Weise mit dem poetologischen Strukturalismus (Jakobson) und mit Fragen der plot-orientierten Narratologie auseinandergesetzt. Weitere systematische Schwerpunkte bilden die Theorie und Poetik der Komödie sowie die Handlungstheorie des Lyrischen. Simon hat zahlreiche Arbeiten zur literarisch-poetischen Bildkritik und zur Bildphilosophie vorgelegt, ebenso zu Fragen der ästhetischen Eigenzeitlichkeit von poetischen Texten. In jüngerer Zeit beschäftigt er sich mit Fragestellungen, die sich philosophisch und literaturtheoretisch der Theorie der Prosa widmen. Hier folgt er der Grundüberlegung, dass die Werke der avancierten Prosa in Ermangelung eines Formparadigmas vor allem den Registern der poetischen Selbstreferenz folgen. In seiner Monographie von 2022 entwickelt er eine Theorie der poetischen Selbstbezüglichkeit, um für zugleich hochkomplexe und umfangreiche Texte, die sich dem Gestaltmoment von ästhetischer Form entziehen, einen theoretisch anspruchsvollen Zugang zu ebnen. Diese Theoriearbeit wird durch umfangreiche Interpretationen flankiert: Es liegen Publikationen zu den Prosatexturen von Arno Schmidt, Michael Lentz, Oswald Egger, Jean Paul und anderen vor.

## Veröffentlichungen

### Bücher
- Einführung in die strukturalistische Poetik des mittelalterlichen Romans. Würzburg 1990 (Diss. Bonn 1989).
- Das Gedächtnis der Interpretation. Gedächtnistheorie als Fundament für Hermeneutik, Ästhetik und Interpretation bei Johann Gottfried Herder (= Studien zum achtzehnten Jahrhundert. Bd. 23). Felix Meiner, Hamburg 1998. (Habil. Bonn 1996).
- Der poetische Text als Bildkritik. Fink, München 2009.
- Die Bildlichkeit des lyrischen Textes. Studien zu Hölderlin, Brentano, Eichendorff, Heine, Mörike, George und Rilke. Fink, München 2011.
- Die Idee der Prosa. Zur Ästhetikgeschichte von Baumgarten bis Hegel mit einem Schwerpunkt bei Jean Paul. Fink, München 2013.
- Erzähltheorie, Gastsemantik, Philosophie der Zeit (McTaggart). Ein Essay zu den Eigenzeiten der Erzählung mit Hinweisen zu Kleist, Raabe und Arno Schmidt. Wehrahn, Hannover 2015, ISBN 978-3-86525-460-3.
- Grundlagen einer Theorie der Prosa. Überlegungen zur basalen Selbstreferentialität der Dichtung nach Roman Jakobson. De Gruyter, Berlin/Boston 2022.

### Herausgegebene Bücher
- Theorie der Komödie - Poetik der Komödie. Hrsg. von Ralf Simon, Bielefeld (Aisthesis) 2001.
- Bilderflut und Bildersturm um 1800. Zur schwierigen Anschaulichkeit der Moderne. Hrsg. von Helmut J. Schneider, Thomas Wirtz und Ralf Simon, Bielefeld (Aisthesis) 2001.
- Eduard Mörike. Ästhetik und Geselligkeit. Hrsg. von Wolfgang Braungart und Ralf Simon, Tübingen (Max Niemeyer Verlag) 2004.
- Gabe, Tausch, Verwandlung. Übertragungsökonomien im Werk Clemens Brentanos. Hrsg. von Ulrike Landfester und Ralf Simon, Würzburg 2009.
- Die Topographie Europas in der romantischen Imagination. Colloquium Helveticum 39/2008. Hrsg. von Florence Pennone, Ralf Simon und Markus Winkler, Freiburg (Schweiz) 2009.
- Jahrbuch der Jean-Paul-Gesellschaft. Hrsg. von Elsbeth Dangel-Pelloquin, Helmut Pfotenhauer, Monika Schmitz-Emans und Ralf Simon, Max Niemeyer Verlag, Tübingen, Bde. 42/2007; 43/2008; 44/2009; 45/2010.
- Das erzählende und das erzählte Bild. Hrsg. von Alexander Honold und Ralf Simon, München 2010.
- Zwischen Bild und Begriff. Kant und Herder zum Schema. Hrsg. von Ulrich Gaier und Ralf Simon, München 2010.
- Das lyrische Bild. Hrsg. von Ralf Simon, Nina Herres und Csongor Lörincz, München 2010.
- Zwischen Architektur und literarischer Imagination. Hrsg. von Andreas Beyer, Ralf Simon und Martino Stierli, München 2013.
- Weltall im Krähwinkel. Ein Jean-Paul-Lesebuch. Hrsg. von Ulrich Holbein und Ralf Simon, Düsseldorf 2013.
- Herders Rhetoriken im Kontext des 18. Jahrhunderts. Hrsg. von Ralf Simon, Heidelberg 2014.
- Zeit der Formen, Formen der Zeit. Hrsg. von Michael Gamper, Eva Geulen, Johannes Grave, Andreas Langenohl, Ralf Simon, Sabine Zubarik, Hannover 2016.
- Lesarten zu Arno Schmidts „Abend mit Goldrand“. Hrsg. von Ralf Simon, München 2016.
- Grundthemen der Literaturwissenschaft: Poetik und Poetizität, Berlin 2018.
- ›Wort für Wort‹ – Lektüren zum Werk von Oswald Egger. [Reihe: Theorie der Prosa. Hrsg. von Ralf Simon] Hrsg. von Martin Endres und Ralf Simon. Berlin/Boston 2021. https://doi.org/10.1515/9783110690286
- Prosa: Theorie, Exegese, Geschichte. [Reihe: Theorie der Prosa. Hrsg. von Ralf Simon]. Hrsg. von Sina Dell’Anno, Achim Imboden, Ralf Simon und Jodok Trösch. Berlin/Boston 2021. https://doi.org/10.1515/9783110731569
- Michael Lentz’ Schattenfroh. Lektürewege in eine komplexe Prosa-Enzyklopädie. [Reihe: Theorie der Prosa. Hrsg. von Ralf Simon]. Hrsg. von Emmanuel Heman und Ralf Simon. Berlin/Boston 2023. https://doi.org/10.1515/9783110744361